# Alfred Manes
Alfred Manes (geboren 27. September 1877 in Frankfurt am Main; gestorben 30. März 1963 in Chicago, Illinois) war ein deutsch-amerikanischer Volkswirt und bedeutender Pionier der Versicherungswissenschaft.

## Leben
Alfred Manes wurde 1906 Professor an der Handelshochschule, 1925 auch an der Universität Berlin. Als Generalsekretär und später Vorstand des Deutschen Vereins für Versicherungswissenschaft sowie als Herausgeber der Zeitschrift für die gesamte Versicherungswissenschaft wirkte er maßgeblich am Ausbau des Vereins und der Professionalisierung der deutschen Versicherungswissenschaften mit. Nach dem Ersten Weltkrieg begleitete er als Herausgeber der Reihe "Die neue Welt" – in der unter anderem Theodor Heuss publizierte – den Aufbau der Demokratie in Deutschland und der Nachkriegsordnung.
Nach dem Verlust seiner Professur im Frühjahr 1935 verließ der als Jude verfolgte Manes Deutschland. Im Oktober 1936 übernahm eine Professur an der Universität von Indiana. Darüber hinaus lehrte er an verschiedenen süd- und mittelamerikanischen Universitäten. Während des Zweiten Weltkriegs analysierte Manes für die amerikanische Regierung die Rolle der deutschen Versicherungswirtschaft. Nach Kriegsende forderte er die Zerschlagung des deutschen "Rückversicherungskartells". Er kehrte nicht nach Deutschland zurück. Drei Jahre nach seinem Tod nahm die International Insurance Society Manes in die "Insurance Hall of Fame" auf und erinnert an ihn als "a teacher, who changed an industry."

## Schriften
- Versicherungswesen, 3 Bde., 1905 (mehrere Auflagen).
  - daneben Herausgeber des Versicherungslexikons, 1909–1913 (mehrere Auflagen) sowie von 9 Bdn. Versicherungs-Bibliothek, 1913–1931.
- Ersatz der Briefmarken durch Frankiermaschinen – Ein postalischer Reformvorschlag. Hrsg. Hansa-Bund für Gewerbe, Handel und Industrie, Berlin 1914.
- Staatsbankrotte. 1. Auflage 1918, 2. Auflage 1919, 3. Auflage 1922.